# Bibliothèque nationale de Guinée
La Bibliothèque nationale de Guinée est la bibliothèque nationale de la république de Guinée, situé dans la capitale de Conakry.

## Histoire
La Bibliothèque nationale a été créée la même année où le pays a obtenu son indépendance en 1958. À cette époque, cependant, il s'agissait simplement de la bibliothèque annexe rebaptisée à Conakry de l'Institut français d'Afrique Noire.
En 1961, il disposait d'un bibliothécaire qualifié, d'un personnel nouveau et apte à la formation et d'argent approprié par le gouvernement.
À la fin de 1967, ses ressources comprenaient 11 000 volumes et 300 périodiques courants, plus tout ce qu'elle avait obtenu de transferts, achats et dons.
L'année suivante a vu un déménagement dans un bâtiment plus petit et plus ancien, mais dans un emplacement plus central et un nouveau bibliothécaire guinéen formé en français. Cependant, les deux bibliothécaires formés ont été promus et transférés ailleurs, et le budget a diminué. 
En 1985, la bibliothèque doit se contenter de dons.

## Fermeture
En 1986, la bibliothèque a été fermée, l'une des victimes des mesures d'économie gouvernementales qui ont également vu le licenciement de 45 000 fonctionnaires. À cette époque, la collection contenait plus de 40 000, peut-être environ 60 000, volumes, mais ils étaient dispersés partout où il y avait des espaces de stockage, y compris le sous-sol du Palais du Peuple et les bâtiments appartenant à l'ancienne Imprimerie Patrice Lumumba, la première imprimerie de Guinée. La plupart des employés ont cherché un emploi ailleurs.

## Réouverture
Le Dr Cheick Sylla Baba est directeur général de la bibliothèque nationale depuis 1998 Il s'est battu pour la bibliothèque face à des décennies d'indifférence du gouvernement,. La bibliothèque possède actuellement son propre bâtiment dans le complexe muséal du quartier Sandervalia de Conakry. En mars 2015, la première pierre d'un nouveau bâtiment a été posée pour abriter la bibliothèque près de l'université Gamal Abdel Nasser de Conakry.
Dans sa collection se trouve un ensemble complet de 159 disques vinyles du label Syliphone, créé par la Guinée pour soutenir la musique de Guinée et ses artistes natifs,.
Selon les Nations unies, en 2014, environ 32 pour cent des Guinéens adultes savaient lire.

## Voir également
- Liste des bibliothèques nationales
- Archives nationales de Guinée